# Курбуэн
Курбуэ́н (фр. Courboin) — коммуна во Франции, находится в регионе Пикардия. Департамент коммуны — Эна. Входит в состав кантона Эссом-сюр-Марн. Округ коммуны — Шато-Тьерри.
Код INSEE коммуны — 02223.

## Население
Население коммуны на 2010 год составляло 296 человек.
| 1962 | 1968 | 1975 | 1982 | 1990 | 1999 | 2010 |
| ---- | ---- | ---- | ---- | ---- | ---- | ---- |
| 214  | 209  | 205  | 179  | 239  | 269  | 296  |

## Экономика
В 2010 году среди 197 человек трудоспособного возраста (15—64 лет) 155 были экономически активными, 42 — неактивными (показатель активности — 78,7 %, в 1999 году было 74,3 %). Из 155 активных жителей работали 147 человек (81 мужчина и 66 женщин), безработных было 8 (3 мужчин и 5 женщин). Среди 42 неактивных 15 человек были учениками или студентами, 18 — пенсионерами, 9 были неактивными по другим причинам.